# Аренільяс
Аренільяс (ісп. Arenillas) — муніципалітет в Іспанії, входить у провінцію Сорія у складі автономного співтовариства Кастилія-і-Леон. Муніципалітет розташований у складі района (комарки) Альмасан. Площа 30,39 км². Населення 29 осіб (на 2006 рік).

Аренільяс на мапі провінції Сорія